# Воробьёво (Курганская область)
Воробьёво — деревня в Шумихинском районе Курганской области России. Входит в состав Берёзовского сельсовета.

## География
Деревня находится на западе Курганской области, в лесостепной зоне, на берегах озёр Одинского и Климина, при автодороге 37Н-2204 (Малое Дюрягино — Березово — Чистое), на расстоянии примерно 11 километров (по прямой) к юго-западу от Шумихи, административного центра района. Абсолютная высота — 168 метров над уровнем моря.
Климат
Климат характеризуется как континентальный с холодной малоснежной зимой и коротким тёплым летом. Средняя температура воздуха самого тёплого месяца (июля) составляет 18,5 °C (абсолютный максимум — 39 °C); самого холодного (января) — −16,8 °C (абсолютный минимум — −48 °C). Среднегодовое количество атмосферных осадков составляет 429 мм, из которых 323 мм выпадает в тёплый период.

## История
До 1917 года входила в состав Птиченской волости Челябинского уезда Оренбургской губернии. По данным на 1926 год деревня Воробьëва состояла из 209 хозяйств. В административном отношении входила в состав Берëзовского сельсовета Шумихинского района Челябинского округа Уральской области.

## Население
| 1989 | 2002 | 2010 |
| ---- | ---- | ---- |
| 100  | ↗106 | ↘78  |

По данным переписи 1926 года в деревне проживало 988 человек (471 мужчина и 517 женщин), в том числе: русские составляли 100 % населения.
Гендерный состав
По данным Всероссийской переписи населения 2010 года в гендерной структуре населения мужчины составляли 52,6 %, женщины — соответственно 47,4 %.
Национальный состав
Согласно результатам Всероссийской переписи населения 2002 года, в национальной структуре населения русские составляли 97 % из 106 чел.